# Dysstroma superba
Dysstroma superba là một loài bướm đêm trong họ Geometridae.